# 永昌郡传
《永昌郡传》是西晋一本地方志。永昌郡传成书于公元3世纪末叶，該書全書以及作者的名字沒有流傳下來。該書记载了永昌、犍为、朱提、建宁、越嶲、牂牁、兴古、云南8郡。王谟在《汉唐地理书抄》中收錄了永昌郡传流傳下來的字句。王叔武又從王谟的《汉唐地理书钞》中摘錄永昌郡传流傳下來的字句，且王叔武的著作被云南人民出版社於1979年出版的《云南古佚书钞》收錄。